# فيكي كريستينا برشلونة
فيكي كريستينا برشلونة هو فيلم أمريكي إسباني حائز على جائزة الكرة الذهبية لعام 2009 لأفضل فيلم كوميدي. يروي الفيلم قصة صديقيتين أمريكيتين، فيكي وكريستينا، يذهبان لعطلة في مدينة برشلونة و يقابلان رسام إسباني يأخذهما في إجازة لإحدى المدن.
الفيلم من بطولة سكارليت جوهانسون وبينيلوبي كروز وخافيير بارديم ، و من إخراج وودي آلن.
تم تصوير الفيلم في برشلونة وأوفييدو وأفايلاس . حازت بينيلوبي كروز على جائزة أوسكار كأفضل ممثلة بدور مساعد في هذا الفيلم.

## الممثلين والشخصيات
بابلو شرايبر، بدور بين

## وصلات خارجية
- فيكي كريستينا برشلونة على موقع IMDb (الإنجليزية)
- فيكي كريستينا برشلونة على موقع ميتاكريتيك (الإنجليزية)
- فيكي كريستينا برشلونة على موقع الموسوعة البريطانية (الإنجليزية)
- فيكي كريستينا برشلونة على موقع روتن توميتوز (الإنجليزية)
- فيكي كريستينا برشلونة على موقع نتفليكس (الإنجليزية)
- فيكي كريستينا برشلونة على موقع قاعدة بيانات الأفلام العربية
- فيكي كريستينا برشلونة على موقع ألو سيني (الفرنسية)
- فيكي كريستينا برشلونة على موقع Turner Classic Movies (الإنجليزية)
- فيكي كريستينا برشلونة على موقع أول موفي (الإنجليزية)
- فيكي كريستينا برشلونة على موقع بوكس أوفيس موجو (الإنجليزية)

1. ↑  "معلومات عن فيكي كريستينا برشلونة على موقع scope.dk". scope.dk. مؤرشف من الأصل في 2009-02-18.
2. ↑  "معلومات عن فيكي كريستينا برشلونة على موقع port.hu". port.hu. مؤرشف من الأصل في 2019-12-11.
3. ↑  "معلومات عن فيكي كريستينا برشلونة على موقع sratim.co.il". sratim.co.il. مؤرشف من الأصل في 2019-12-11.